# 2005 CM7 (planetka)
2005 CM7 je planetka patřící do Amorovy skupiny. Spadá současně mezi objekty pravidelně se přibližující k Zemi (NEO). Protože se v budoucnu může značně přiblížit k Zemi, byla zařazena též mezi potenciálně nebezpečné planetky (PHA). Její dráha však prozatím není definitivně stanovena, proto jí nebylo dosud přiděleno katalogové číslo.

## Popis objektu
Vzhledem k tomu, že byla pozorována pouze šest dnů během mimořádného přiblížení k Zemi, nestihli astronomové provést spektroskopický výzkum. Proto o jejím chemickém složení není nic známo. Její průměr je odhadován na základě hvězdné velikosti a protože není známo ani albedo jejího povrchu, je proto značně nejistý.

## Historie
Planetku objevili 4. února 2005 kolem 06:57 světového času (UTC) na jednometrovým dalekohledem na Lincoln Laboratory Observatory astronomové M. Blythe, F. Shelly, M. Bezpalko, R. Huber, L. Manguso, D. Torres a R. Krack. Dne 1. února 2005 v 18:42 UTC prolétla v minimální vzdálenosti 1062 tis. km od středu Země. Na jejím sledování se podílela též observatoř na jihočeské Kleti.

## Výhled do budoucnosti
Ze znalosti současných elementů dráhy planetky vyplývá, že minimální vypočítaná vzdálenost mezi její drahou a dráhou Země činí 458 tis. km. Nejbližší velké přiblížení k Zemi na vzdálenost 10,8 mil. km se očekává 28. ledna 2014. V tomto století dojde ještě k dalším přiblížením tohoto tělesa k Zemi, a to 2023, 2067, 2070 a 2079. Kromě toho mine v létech 2027 a 2083 planetu Venuši. Kumulativní pravděpodobnost srážky se Zemí v tomto století není příliš vysoká a byla vyčíslena na 9,53−9. Na turínské škále je proto klasifikována stupněm 0, na palermské -8,12. Vzhledem k odhadovaným rozměrům by její kolize se Zemí nezpůsobila pravděpodobně žádné škody.